# أزمة اللاجئين السودانيين 2023

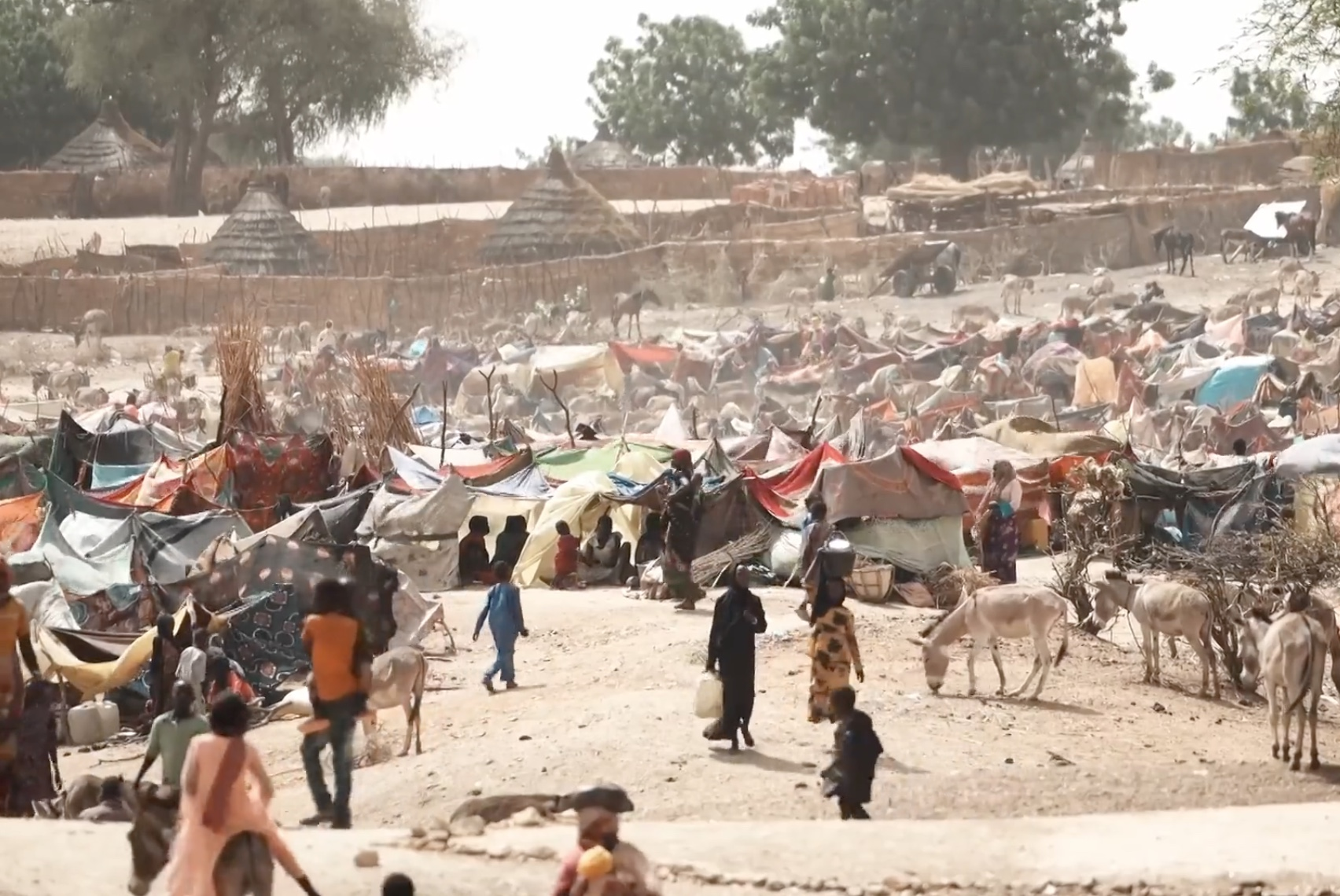
لاجئون سودانيون في تشاد

بدأت أزمة اللاجئين المستمرة في أفريقيا في منتصف أبريل 2023 بعد اندلاع صراع السودان عام 2023. بحلول نوفمبر، فر أكثر من 1.2 مليون شخص من البلاد، في حين نزح أكثر من ستة ملايين داخليًا. من بين هؤلاء ما لا يقل عن 75 ألف مهاجر عائد وغيرهم من رعايا الدول الأخرى.
دخلت الغالبية العظمى من هؤلاء المدنيين إلى دولة تشاد المجاورة، إذ أفادت الأمم المتحدة أن معظم هؤلاء الأشخاص جاءوا من دارفور والخرطوم، لكن آلافًا آخرين انتقلوا إلى بلدان أخرى. بحلول أغسطس، أفادت الأمم المتحدة بوجود ما لا يقل عن 220 ألف لاجئ في جنوب السودان، و285 ألفًا في مصر، و75 ألفًا في إثيوبيا، و17 ألفًا في جمهورية أفريقيا الوسطى، و414 ألفًا في تشاد، و3,500 في ليبيا. بحسب ما ورد علِق العديد من الأشخاص أو نزحوا في جميع أنحاء البلاد بسبب زيادة العنف والأزمة الإنسانية التي أثرت على 25 مليون شخص، أي ما يعادل أكثر من نصف سكان السودان، في جميع أنحاء البلاد.

## خلفية
في 15 أبريل 2023، شنت قوات الدعم السريع هجومًا مفاجئًا على عدة قواعد للجيش السوداني في جميع أنحاء البلاد، بما في ذلك العاصمة الخرطوم. زعمت قوات الدعم السريع أنها استولت على مطار الخرطوم الدولي ومطار مروي ومطار الأبيض بالإضافة إلى قاعدة في سوبا. اندلعت اشتباكات بين قوات الدعم السريع والقوات المسلحة السودانية في القصر الرئاسي وفي مقر إقامة الفريق البرهان، وزعم الطرفان السيطرة على الموقعين. ردًا على ذلك، أعلنت القوات المسلحة السودانية إغلاق جميع المطارات في البلاد، ونفذت القوات الجوية السودانية غارات جوية على مواقع قوات الدعم السريع في الخرطوم، وسُمِع دوي إطلاق نار مدفعي في أجزاء مختلفة من المدينة. استمر القتال في الأسابيع التالية وامتد إلى منطقة دارفور، التي كانت تتعافى من صراع داخلي وإبادة جماعية في العقد الأول من القرن الحادي والعشرين، وفي منطقة كردفان، حيث انضمت بقايا الجماعات الانفصالية من جنوب السودان إلى القوات المسلحة السودانية أو قوات الدعم السريع.

### اللاجئون قبل صراع 2023
قبل الصراع، فر آلاف اللاجئين من السودان خلال الصراعات القديمة، وخاصة الحروب الأهلية أو الحروب في دارفور، وغادر ما لا يقل عن 400 ألف سوداني عبر الحدود التشادية ومئات الآلاف الآخرين في البلدان المجاورة مثل جنوب السودان ومصر.

## حركات اللاجئين

### نازحون داخليًا
قالت الأمم المتحدة في 29 أغسطس إن القتال في السودان أدى إلى نزوح 3.8 مليون شخص داخليًا. بحسب ما ورد: جاء 1.7 مليون منهم من الخرطوم وحدها. لقد واجه بعضهم صعوبات مثل وجود حواجز على الطرق وعمليات سطو على طول الطرق. قال المجلس النرويجي للاجئين إن هناك نحو 300 لاجئ من الخرطوم فروا إلى الجنوب الشرقي إلى القضارف. وفر 3,000 لاجئ من الخرطوم إلى مخيم تونيدبة للاجئين، الذي يستضيف بالفعل 28,000 لاجئ إثيوبي، في شرق السودان، بينما فر ما لا يقل عن 20,000 لاجئ إلى ود مدني. فر ما يصل إلى 260 ألف شخص إلى ولاية النيل الأبيض المتاخمة لجنوب السودان. يُعتقد أن ما يصل إلى 37,000 شخص قد نزحوا في جميع أنحاء نيالا، عاصمة جنوب دارفور. قالت منظمة الهجرة الدولية إن جميع ولايات السودان البالغ عددها 18 ولاية شهدت نزوحًا، حيث جاء معظم اللاجئين من الخرطوم، والتي شكلت نحو 69 في المئة من إجمالي عدد النازحين، تليها غرب دارفور بأكثر من 17 في المئة.
نزح أكثر من 32,000 شخص داخليًا عندما اندلع القتال بين القوات المسلحة السودانية والحركة الشعبية لتحرير السودان -قطاع الشمال (فصيل الحلو) في ولاية النيل الأزرق في يونيو، بينما نزح 83,000 شخص في جنوب كردفان.